# Materiais voláteis

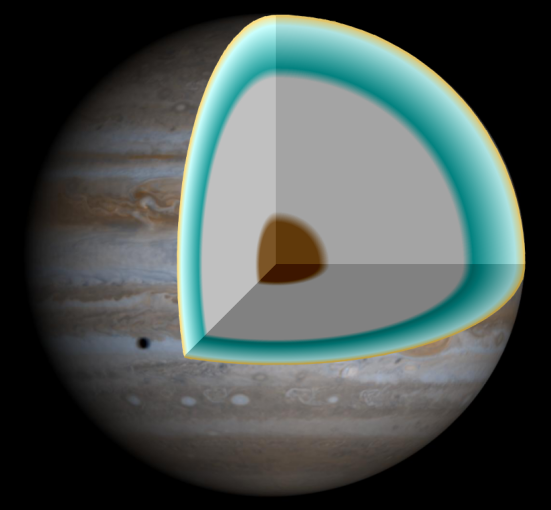
Corte ilustrando um modelo do interior de Júpiter, com um núcleo rochoso recoberto por uma camada espessa de hidrogénio metálico.

Elementos voláteis ou materiais voláteis é a designação dada em ciência planetária e em geoquímica ao conjunto dos elementos químicos e compostos químicos com baixo ponto de ebulição que estão presentes na estrutura geológica ou atmosfera de um planeta ou lua.  Entre os voláteis mais comuns estão o azoto, a água, o dióxido de carbono, o amoníaco, o hidrogénio, o metano e o dióxido de enxofre. Em astrogeologia, estes compostos, no seu estado sólido, frequentemente formam grande parte da crusta de satélites naturais e planetas anões. Em contraste com os voláteis, os elementos e compostos com elevado ponto de ebulição são conhecidos como substâncias refractárias.